# Дерзкий (фильм, 1994)
«Дерзкий» (англ. Fresh) — художественный фильм 1994 года режиссёра Боаза Якина.

## Сюжет
Сообразительный чернокожий подросток Майкл по прозвищу Дерзкий работает курьером и дилером на местных наркоторговцев, предсказывающих ему большое будущее. Однако сам он мечтает когда-нибудь уехать из социальной семьи, исправно ходит в школу и регулярно откладывает деньги. Череда смертей близких меняет его планы и заставляет быстро действовать. Он решает вырваться из гетто немедленно, заодно поквитавшись с виновными в гибели друзей. В этом ему помогают шахматные навыки, которым обучал его отец-алкоголик, мастер по быстрым шахматам.

## В ролях
| Актёр              | Роль                          |
| ------------------ | ----------------------------- |
| Шон Нельсон        | Майкл (Фрэш)                  |
| Джанкарло Эспосито | Эстебан                       |
| Сэмюэл Л. Джексон  | Сэм                           |
| Н’Буш Райт         | Николь                        |
| Рон Брайс          | Корки                         |
| Жан-Клод Ла Марр   | Джейк (в титрах — Жан Ламарр) |
| Хосе Суньига       | лейтенант Перес               |
| Луис Лантигуа      | Чакки                         |
| Юл Васкес          | Чили                          |
| Шерил Фримэн       | тётя Фрэнсис                  |
| Родригес, Элизабет | эпизод                        |

## Награды и номинации

### Награды
Фестиваль независимого кино «Сандэнс» (США):
- 1994 — Приз кинодеятелей в категории «драматический фильм» (Боаз Якин)
- 1994 — Особый приз жюри (Шон Нельсон)

Международный кинофестиваль в Токио:
- 1994 — Бронзовая награда (Боаз Якин)

«Независимый дух» (США):
- 1995 — Лучший дебют (Шон Нельсон)

### Номинации
«Независимый дух» (США):
- 1995 — Лучшая мужская роль второго плана (Джанкарло Эпосито)